# Чавле
Чавле су насељено место и седиште општине у Приморско-горанској жупанији, Република Хрватска.

## Историја
До територијалне реорганизације налазиле су се у саставу старе општине Ријека.

## Становништво
На попису становништва 2011. године, општина Чавле је имала 7.220 становника, од чега у самим Чавлама 1.358.

## Попис1991.
На попису становништва 1991. године, насељено место Чавле је имало 1.221 становника, следећег националног састава:
| Попис 1991.‍   | Попис 1991.‍  | Попис 1991.‍ | Попис 1991.‍ | Попис 1991.‍ |
| ------------- | ------------ | ----------- | ----------- | ----------- |
|               |              |             |             |             |
| Хрвати        | Хрвати       |             | 1.049       | 85,91%      |
| Срби          | Срби         |             | 64          | 5,24%       |
| Југословени   | Југословени  |             | 28          | 2,29%       |
| Муслимани     | Муслимани    |             | 14          | 1,14%       |
| Словенци      | Словенци     |             | 5           | 0,40%       |
| Црногорци     | Црногорци    |             | 2           | 0,16%       |
| Италијани     | Италијани    |             | 1           | 0,08%       |
| неопредељени  | неопредељени |             | 38          | 3,11%       |
| регион. опр.  | регион. опр. |             | 4           | 0,32%       |
| непознато     | непознато    |             | 16          | 1,31%       |
| укупно: 1.221 |              |             |             |             |